# Bucovia Bukowa
Bucovia Bukowa – polski klub piłkarski założony w Bukowej w 1972 roku. Od 2008 roku występuje pod nazwą Gminy Klub Sportowy Bucovia Bukowa. W latach 1990–1997 zespół grał w III lidze, w której wystąpił w 208 meczach.

## Historia klubu
Klub z Bukowej zadebiutował w rozgrywkach ligowych w sezonie 1972/1973, kiedy zajął w klasie C czwartą lokatę. W 1974 po likwidacji klasy C Bucovia znalazła się w klasie B, a wygrywając rywalizację z rezerwami Naprzodu Jędrzejów awansowała wyżej. W kolejnych latach zespół uzyskiwał coraz lepsze wyniki. W 1979 wywalczył promocję do klasy okręgowej. Pomimo zajęcia przez Bucovię pierwszego miejsca, klub nie awansował do czwartej ligi, gdyż została wówczas przeprowadzona reorganizacja rozgrywek.
W swoim pierwszym sezonie występów w IV lidze, do której klub awansował w 1989, Bucovia zajmując trzecie miejsce zapewniła sobie awans do trzeciego szczebla rozgrywek. Zadebiutowała w nim w sezonie 1990/1991, w którym uplasowała się na 13. lokacie. Mając w składzie bramkostrzelnego Jacka Pawlika, przez następne sześć lat Bucovia rywalizowała w trzeciej lidze. Po rundzie jesiennej sezonu 1997/1998 klub, który przechodził kryzys organizacyjny wycofał się z rozgrywek. Odniósł jednak wtedy największy sukces awansując w pucharze Polski do 1/16 finału, gdzie uległ warszawskiej Legii 0:3.
Po regulaminowym przeniesieniu klubu o dwie klasy niżej Bucovia rozpoczęła rozgrywki w klasie okręgowej i występowała w niej do 2007, kiedy to wywalczyła awans do IV ligi świętokrzyskiej. W sezonie 2007/2008 drużynie nie dane było dokończyć rozgrywek. Od początku w klubie z Krasocina były problemy finansowe, ale po zakończeniu rundy jesiennej okazało się, że w gminie Krasocin nie było pieniędzy na utrzymanie drużyny seniorów. W rundzie wiosennej Bucovia przegrała wszystkie mecze walkowerem. W kolejnych rozgrywkach klub wystąpił jedynie w pucharze Polski na szczeblu okręgu, docierając do trzeciej rundy, w której został pokonany przez Skałę Tumlin. W sezonie 2009/2010 zespół wywalczył awans do klasy A.
W sezonie 2013/14 Bucovia wróciła do rozgrywek zaczynając zmagania na najniższym stopniu rozgrywkowym czyli Klasie B zajmując 3. miejsce z dorobkiem 28 punktów. W kolejnym sezonie Bucovia w ligowej tabeli zakończyła sezon na 2. miejscu mając tylko 1 punkt mniej od lidera - Dębu Nagłowice. Tym samym kolejny sezon zespół rozpoczął grając w A Klasie, gdzie występował do sezonu 2016/17, kiedy to wywalczył awans do klasy okręgowej mając 67 punktów na koncie. Po dwóch latach pobytu w ,,okręgówce" Bucovia zaliczyła spadek do A klasy, gdzie z 11 meczów wygrała 10 i tylko jeden przegrała. Po rundzie jesiennej postanowiono o zakończeniu rozgrywek z powodu sytuacji epidemiologicznej w kraju dzięki czemu Bucovia Bukowa wróciła do Okręgówki.

## Bilans ligowy
Opracowano na podstawie materiałów źródłowych:.
| Sezon     | Liga                                                  | Poziom ligowy                                         | Pozycja                                                 | Mecze                                                   | Punkty                                                  | Bramki                                                  | Uwagi                                                   |
| --------- | ----------------------------------------------------- | ----------------------------------------------------- | ------------------------------------------------------- | ------------------------------------------------------- | ------------------------------------------------------- | ------------------------------------------------------- | ------------------------------------------------------- |
| 1990/1991 | III liga (grupa lubelsko-kielecka)                    | III                                                   | 13/16                                                   | 30                                                      | 23                                                      | 29–45                                                   |                                                         |
| 1991/1992 | III liga (grupa lubelska)                             | III                                                   | 10/16                                                   | 30                                                      | 26                                                      | 29–51                                                   |                                                         |
| 1992/1993 | III liga (grupa lubelska)                             | III                                                   | 6/16                                                    | 30                                                      | 30                                                      | 28–28                                                   |                                                         |
| 1993/1994 | III liga (grupa lubelska)                             | III                                                   | 13/16                                                   | 30                                                      | 23                                                      | 23–47                                                   |                                                         |
| 1994/1995 | III liga (grupa lubelska)                             | III                                                   | 4/15                                                    | 28                                                      | 37                                                      | 45–24                                                   |                                                         |
| 1995/1996 | III liga (grupa lubelska)                             | III                                                   | 9/14                                                    | 26                                                      | 33                                                      | 28–29                                                   |                                                         |
| 1996/1997 | III liga (grupa lubelska)                             | III                                                   | 6/18                                                    | 34                                                      | 52                                                      | 39–28                                                   |                                                         |
| 1997/1998 | III liga (grupa lubelska)                             | III                                                   | drużyna wycofana po rundzie jesiennej, wyniki anulowano | drużyna wycofana po rundzie jesiennej, wyniki anulowano | drużyna wycofana po rundzie jesiennej, wyniki anulowano | drużyna wycofana po rundzie jesiennej, wyniki anulowano | drużyna wycofana po rundzie jesiennej, wyniki anulowano |
| 1998/1999 | klasa okręgowa, gr. Kielce                            | V                                                     | 8/17                                                    | 32                                                      | 45                                                      | 39-52                                                   |                                                         |
| 1999/2000 | klasa okręgowa, gr. Kielce                            | V                                                     | 12/16                                                   | 30                                                      | 35                                                      | 30-36                                                   |                                                         |
| 2000/2001 | klasa okręgowa, gr. świętokrzyska                     | V                                                     | 6/16                                                    | 30                                                      | 45                                                      | 58-32                                                   |                                                         |
| 2001/2002 | klasa okręgowa, gr. świętokrzyska                     | V                                                     | 9/15                                                    | 28                                                      | 38                                                      | 44-37                                                   |                                                         |
| 2002/2003 | klasa okręgowa, gr. świętokrzyska                     | V                                                     | 3/16                                                    | 30                                                      | 53                                                      | 45-33                                                   |                                                         |
| 2003/2004 | klasa okręgowa, gr. świętokrzyska                     | V                                                     | 10/16                                                   | 30                                                      | 38                                                      | 57-48                                                   |                                                         |
| 2004/2005 | klasa okręgowa, gr. świętokrzyska                     | V                                                     | 13/16                                                   | 30                                                      | 33                                                      | 36-45                                                   |                                                         |
| 2005/2006 | klasa okręgowa, gr. świętokrzyska I                   | V                                                     | 6/12                                                    | 22                                                      | 28                                                      | 30-28                                                   |                                                         |
| 2006/2007 | klasa okręgowa, gr. świętokrzyska I                   | V                                                     | 1/13                                                    | 24                                                      | 63                                                      | 74-12                                                   | awans                                                   |
| 2007/2008 | IV liga, gr. świętokrzyska                            | IV                                                    | 16/16                                                   | 30                                                      | 22                                                      | 27-66                                                   | [ a ]                                                   |
| 2008/2009 | Bucovia Bukowa nie występowała w rozgrywkach ligowych | Bucovia Bukowa nie występowała w rozgrywkach ligowych | Bucovia Bukowa nie występowała w rozgrywkach ligowych   | Bucovia Bukowa nie występowała w rozgrywkach ligowych   | Bucovia Bukowa nie występowała w rozgrywkach ligowych   | Bucovia Bukowa nie występowała w rozgrywkach ligowych   | Bucovia Bukowa nie występowała w rozgrywkach ligowych   |
| 2009/2010 | Bucovia Bukowa nie występowała w rozgrywkach ligowych | Bucovia Bukowa nie występowała w rozgrywkach ligowych | Bucovia Bukowa nie występowała w rozgrywkach ligowych   | Bucovia Bukowa nie występowała w rozgrywkach ligowych   | Bucovia Bukowa nie występowała w rozgrywkach ligowych   | Bucovia Bukowa nie występowała w rozgrywkach ligowych   | Bucovia Bukowa nie występowała w rozgrywkach ligowych   |
| 2010/2011 | Bucovia Bukowa nie występowała w rozgrywkach ligowych | Bucovia Bukowa nie występowała w rozgrywkach ligowych | Bucovia Bukowa nie występowała w rozgrywkach ligowych   | Bucovia Bukowa nie występowała w rozgrywkach ligowych   | Bucovia Bukowa nie występowała w rozgrywkach ligowych   | Bucovia Bukowa nie występowała w rozgrywkach ligowych   | Bucovia Bukowa nie występowała w rozgrywkach ligowych   |
| 2011/2012 | Bucovia Bukowa nie występowała w rozgrywkach ligowych | Bucovia Bukowa nie występowała w rozgrywkach ligowych | Bucovia Bukowa nie występowała w rozgrywkach ligowych   | Bucovia Bukowa nie występowała w rozgrywkach ligowych   | Bucovia Bukowa nie występowała w rozgrywkach ligowych   | Bucovia Bukowa nie występowała w rozgrywkach ligowych   | Bucovia Bukowa nie występowała w rozgrywkach ligowych   |
| 2012/2013 | Bucovia Bukowa nie występowała w rozgrywkach ligowych | Bucovia Bukowa nie występowała w rozgrywkach ligowych | Bucovia Bukowa nie występowała w rozgrywkach ligowych   | Bucovia Bukowa nie występowała w rozgrywkach ligowych   | Bucovia Bukowa nie występowała w rozgrywkach ligowych   | Bucovia Bukowa nie występowała w rozgrywkach ligowych   | Bucovia Bukowa nie występowała w rozgrywkach ligowych   |
| 2013/2014 | klasa B, gr. świętokrzyska II                         | VIII                                                  | 3/9                                                     | 16                                                      | 28                                                      | 48-35                                                   |                                                         |
| 2014/2015 | klasa B, gr. świętokrzyska II                         | VIII                                                  | 2/10                                                    | 18                                                      | 44                                                      | 51-22                                                   | awans po barażach                                       |
| 2015/2016 | klasa A, gr. świętokrzyska I                          | VII                                                   | 5/16                                                    | 30                                                      | 50                                                      | 58-34                                                   |                                                         |
| 2016/2017 | klasa A, gr. Kielce                                   | VII                                                   | 1/16                                                    | 30                                                      | 67                                                      | 75-24                                                   | awans                                                   |
| 2017/2018 | klasa okręgowa, gr. świętokrzyska                     | VI                                                    | 11/16                                                   | 30                                                      | 32                                                      | 44-65                                                   |                                                         |
| 2018/2019 | klasa okręgowa, gr. świętokrzyska                     | VI                                                    | 13/16                                                   | 30                                                      | 30                                                      | 42-70                                                   | spadek                                                  |
| 2019/2020 | klasa A, gr. Kielce II                                | VII                                                   | 1/12                                                    | 11                                                      | 30                                                      | 40-11                                                   | , awans                                                 |
| 2020/2021 | klasa okręgowa, gr. świętokrzyska                     | VI                                                    | 12/16                                                   | 30                                                      | 34                                                      | 50-64                                                   | [ c ]                                                   |
| 2021/2022 | klasa okręgowa, gr. świętokrzyska                     | VI                                                    | 13/16                                                   | 30                                                      | 24                                                      | 39-84                                                   |                                                         |
| 2022/2023 | klasa okręgowa, gr. świętokrzyska                     | VI                                                    | 16/16                                                   | 30                                                      | 14                                                      | 42-96                                                   | spadek                                                  |
| 2023/2024 | klasa A, gr. Kielce II                                | VII                                                   | 5/12                                                    | 22                                                      | 33                                                      | 48-47                                                   |                                                         |
| 2024/2025 | klasa A, gr. Kielce II                                | VII                                                   | 12/12                                                   | 22                                                      | 16                                                      | 34-59                                                   | spadek                                                  |